# 段黙
段 黙（だん もく、生没年不詳）は、中国三国時代の魏の長水校尉。雍州京兆郡（現在の陝西省西安市）の人。

## 事績
曹叡の時代、夏侯楙に恨みを抱いた弟たちと妻の清河長公主が共謀し、公主が誹謗の上奏を行ったことにより、夏侯楙は逮捕された。
このことについて曹叡から諮問を受けた段黙は、「これは事実関係の調査がないことを期待して、夏侯楙と不和になった清河公主が誣告したものに違いありません。その上、伏波将軍（夏侯楙の父の夏侯惇）は先帝と共に天下を平定した功績のある方。宜しく三思をお加え下さい」と答えた。段黙の言を受けて曹叡の気持ちもほぐれ、調査が行われた結果、真実が判明した。